# Zwanemeerbos
Het Zwanemeerbos is een natuurgebied nabij Gieten in de gemeente Aa en Hunze in de Nederlandse provincie Drenthe.
Het gebied ligt ten noorden van de plaats Gieten en daarvan gescheiden door de N33. In het uiterste noorden van het bosgebied ligt het Zwanemeer, een waterplas die ontstond na de zandwinning in het gebied. Het meer is laaggelegen tussen vrij steile, beboste oevers. Het bosgebied ligt op de noordoost flank van de Hondsrug, aan de rand van het dal van de Hunze. Op oude topografische kaarten van omstreeks 1900 wordt het gebied het Zwaanmeerveld genoemd. In het bos bevinden zich enkele tientallen grafheuvels uit de IJzertijd. Deze grafheuvels werden in het najaar van 1993 en het voorjaar van 1994 bij archeologische verkenningen ontdekt. Voor die tijd waren er slechts vier grafheuvels in het gebied geregistreerd. De grootste grafheuvel wordt de Konijnenberg genoemd. De Oude Groningerweg, de oude verbindingsweg tussen Coevorden en Groningen, loopt dwars door het bosgebied. Ter weerszijde van deze weg liggen het grootste van de drie grafheuvelclusters, met 26 heuvels. In de jaren 1998 tot en met 2000 zijn de grafheuvels in het gebied gerestaureerd.
In het gebied liggen een zwembad en een camping, beide genoemd naar het Zwanemeer.

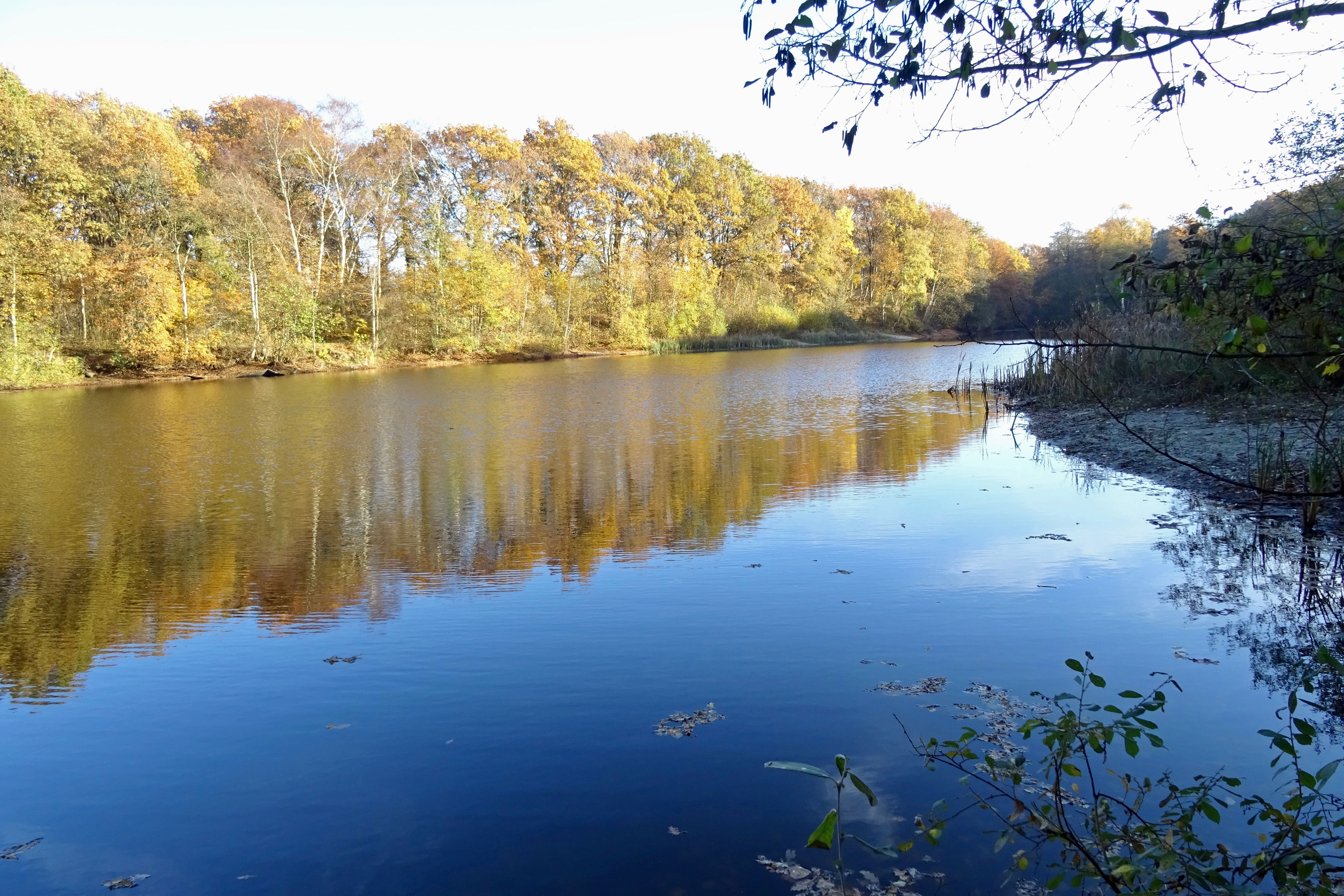
Het Zwanemeer gezien vanaf de noordzijde
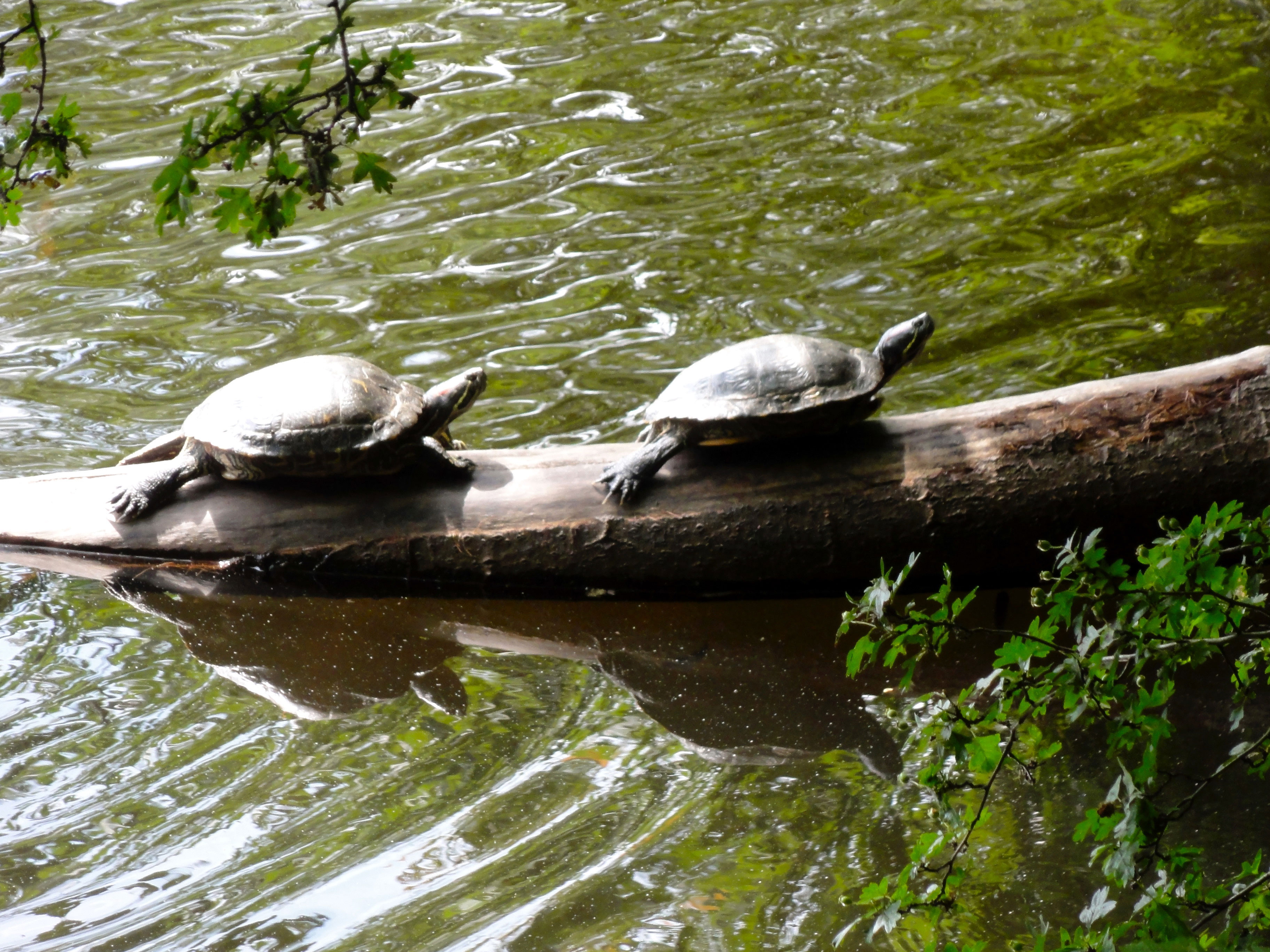
Schildpadden bij het Zwanemeer